# Lars Stindl
Lars Edi Stindl (født 26. august 1988) er en tysk professionel fodboldspiller, som spiller for 2. Bundesliga-klubben Karlsruher SC.

## Klubkarriere

### Karlsruher
Stindl begyndte sin karriere hos Karlsruher SC, hvor han gjorde sin professionelle debut i 2007.

### Hannover 96
Stindl skiftede i juli 2010 til Hannover 96.

### Borussia Mönchengladbach
Stindl skiftede i juli 2015 til Borussia Mönchengladbach. Han blev udnævnt til anfører den 1. august 2016, efter at Martin Stranzl var gået på pension.
Efter otte år med klubben, blev det i april 2023 annonceret, at Stindl ville forlade klubben ven kontraktudløb ved sæsonens udgang.

### Karlsruher retur
Det blev i april 2023 annonceret, at Stindl ville vende tilbage til sin første klub Karlsruher SC.

## Landsholdskarriere

### Ungdomslandshold
Stindl har repræsenteret Tyskland på U/20- og U/21-niveau.

### Seniorlandshold
Stindl debuterede for de tyske landshold den 6. juni 2017. Han var del af truppen som vandt Confederations Cup 2017.

## Titler
Tyskland
- Confederations Cup: 1 (2017)